# Société de Géographie

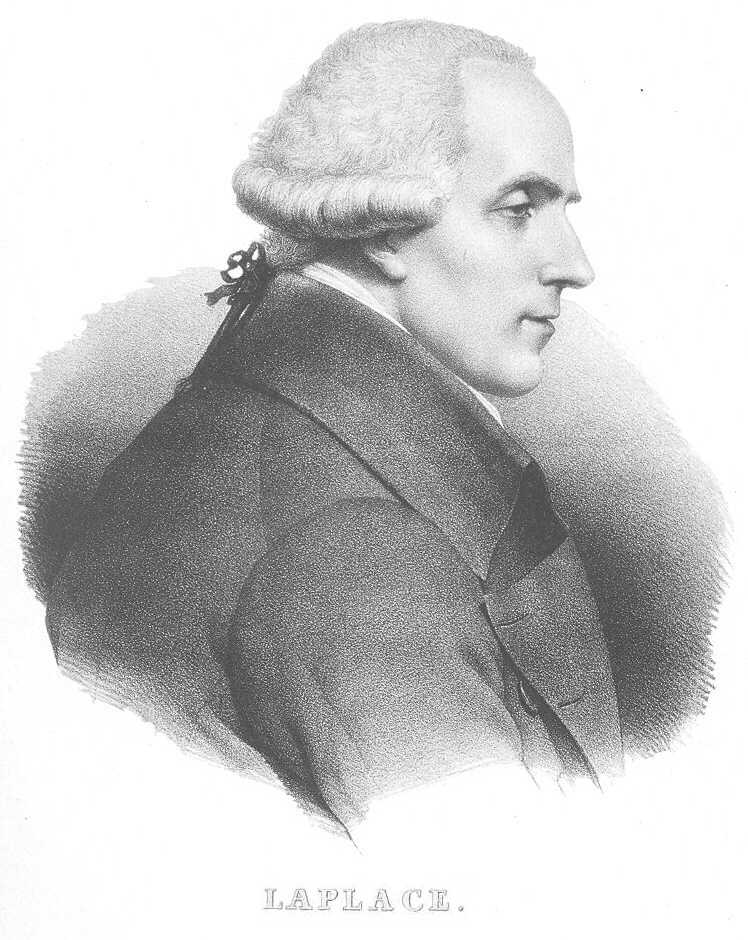
Pierre-Simon Laplace, der erste Präsident der Société de Géographie.

Die Société de Géographie (deutsch „Geographische Gesellschaft“) ist eine französische Gelehrtengesellschaft zur Förderung und Unterstützung der geographischen Forschung. Sie wurde am 15. Dezember 1821 im Hôtel de Ville in Paris gegründet und ist damit die älteste Geographische Gesellschaft der Welt.

## Geschichte
Zu den 217 Gründungsmitgliedern der Société de Géographie zählten unter anderem Georges Cuvier, Joseph Fourier, Joseph Gay-Lussac, Alexander von Humboldt, Dominique Vivant Denon und Jules Dumont d’Urville. Der erste Präsident der Gesellschaft war Pierre-Simon Laplace, der erste Generalsekretär Conrad Malte-Brun. Sein Sohn Victor Adolphe Malte-Brun hatte dieses Amt von 1859 bis 1866 inne.
1879 wurde auf einem Kongress im Hôtel de la Société (Boulevard Saint-Germain, N° 184), dem Sitz der Gesellschaft seit 1878, der Bau des Panamakanals beschlossen.
Vom 18. Juni bis 23. Juni 1913 fand auf Wunsch der kolonialen Interessenorganisation Comité de l’Asie française während sechs Tagen der erste Arabische Kongress mit rund 200 christlichen und muslimischen Teilnehmern im Gebäude statt. Die syrisch-libanesischen und ägyptischen Redner legten Reformvorschläge für das Osmanische Reich vor. Die Frage der zionistischen Landkäufe und nichtarabischer Einwanderung durfte der Kongress und der diesbezügliche Hauptredner Ahmad Tabbarah, Zeitungsherausgeber aus Beirut, auf Druck der französischen Gastgeber nicht erörtern, was ihm in Palästina Kritik einbrachte. Palästina war nur durch einen Vertreter am Kongress repräsentiert, den aus Nablus angereisten Izzat Darwaza der Organisation al-Fatat.
Die Société de Géographie verleiht zahlreiche Auszeichnungen. Zu den acht „Großen Preisen“ gehören die Grande Médaille d’or des Explorations et Voyages de Découverte (seit 1829), welche u. a. die Deutschen Friedrich W. Ludwig Leichhardt (1847), Heinrich Barth (1856), die Gebrüder Schlagintweit (1859) und Gustav Nachtigal (1876) honorierte ; die Médaille d’or pour Voyages d’étude, Missions et Travaux de Reconnaissance (seit 1831), welche u. a. die Deutschen Gerhard Rohlfs (1868), Georg Schweinfurth (1875), Oskar Lenz (1882) und Hermann Peter Heinrich Fritsche (1886) auszeichnete; und der Grand Prix de la Société de Géographie pour Travaux et Publications géographiques (seit 1922).
Die Bestände der Bibliothek der Gesellschaft werden seit 1942 von der Bibliothèque nationale de France verwaltet.

## Publikationen
- Bulletin de la Société de Géographie (1822–1899) (monatlich)
- La Géographie- bulletin de la société de Géographie (1900–1939) (monatlich)
- Acta Geographica (1947–2001) (dreimonatlich)
- La Géographie (2001–2007)
- La GéoGraphie (seit 2008)

## Präsidenten
| - 1822 – Pierre-Simon Laplace (1749–1827) - 1823 – Claude-Emmanuel de Pastoret (1755–1840) - 1824 – François-René de Chateaubriand (1768–1848) - 1825 – Gaspard de Chabrol (1773–1843) - 1826 – Louis Becquey (1760–1849) - 1827 – Christophe Chabrol de Crouzol (1771–1836) - 1828 – Georges Cuvier (1769–1832) - 1829 – Jean-Guillaume Hyde de Neuville (1776–1857) - 1830 – Ambroise Polycarpe de La Rochefoucauld (1765–1817) - 1831 – Antoin Maurice d’Argout (1782–1858) - 1832 – Henri de Rigny (1782–1835) - 1833 – Élie Decazes (1780–1860) - 1834 – Marthe Camille Bachasson de Montalivet (1801–1880) - 1835 – Prosper de Barante (1782–1866) - 1836 – Jean Jacques Pelet (1777–1858) - 1837 – François Guizot (1787–1874) - 1838 – Narcisse-Achille de Salvandy (1795–1856) - 1839 – Jean Tupinier (1779–1850) - 1840 – Hippolyte François Jaubert (1798–1874) - 1841 – Abel-François Villemain (1790–1870) - 1842 – Laurent Cunin-Fridaire (1778–1858) - 1843 – Albin Roussin (1781–1854) - 1844 – Ange René Armand de Mackau (1788–1855) - 1845 – Alexander von Humboldt (1769–1859) - 1846 – Charles Athanase Walckenaer (1771–1852) - 1847 – Louis-Mathieu Molé (1781–1855) - 1848 – Edmé François Jomard (1777–1862) - 1849 – Jean-Baptiste Dumas (1800–1884) - 1851 – Pierre Louis Aimé Mathieu (1790–1870) - 1853 – Cyril Pierre Laplace (1793–1875) - 1854 – Hippolyte Fortoul (1811–1856) - 1855 – Noël Jacques Lefebvre-Duruflé (1792–1877) - 1856 – Joseph Daniel Gugniaut (1794–1876) - 1857 – Pierre Daussy (1792–1860) | - 1858 – Eugène Daumas (1803–1871) - 1859 – Léonce Élie de Beaumont (1798–1874) - 1860 – Gustave Rouland (1806–1878) - 1861 – Joseph Romain-Desfossés (1798–1864) - 1862 – Victor de Persigny (1808–1872) - 1863 – Alexandre Colonna-Walewski (1810–1868) - 1864 – Prosper de Chasseloup-Laubat (1805–1873) - 1873 – Camille de La Roncière-Le Noury (1816–1881) - 1881 – Ferdinand de Lesseps (1805–1894) - 1890 – Jean Louis Armand de Quatrefages de Bréau (1810–1892) - 1892 – Antoine Thomson d’Abbadie (1810–1897) - 1893 – Gabriel Auguste Daubrée (1814–1896) - 1894 – Auguste Himly (1823–1906) - 1895 – Pierre Janssen (1824–1907) - 1896 – Jean Jacques Bouquet de La Grye (1827–1909) - 1897 – Alphonse Milne-Edwards (1835–1900) - 1901 – Alfred Grandidier (1836–1921) - 1906 – Charles Marie Le Myre de Vilers (1833–1918) - 1909 – Ernest Hamy (1842–1908) - 1910 – Roland Bonaparte (1858–1924) - 1925 – Henri Cordier (1849–1925) - 1926 – Ernest Roume (1858–1941) - 1928 – Edouard Alfred Martel (1859–1938) - 1931 – Louis Félix Marie Franchet d’Espèrey (1856–1942) - 1939 – Georges Perrier (1872–1946) - 1947 – Emmanuel de Martonne (1873–1955) - 1953 – Robert Perret (1881–1965) - 1960 – Louis Hurault (1886–1973) - 1965 – Jean Despois (1901–1978) - 1975 – Aimé Perpillou (1902–1976) - 1976 – Roger Blais (1905–1992) - 1983 – Jacqueline Beaujeu-Garnier (1917–1995) - 1995 – Jean Bastié (1919–2018) - 2009 – Jean-Robert Pitte (* 1949) |